# The Butterfly Circus
The Butterfly Circus (en español, El circo de la mariposa) es un cortometraje de cine independiente de 2009 dirigido por Joshua Weigel y protagonizado por Eduardo Verástegui, Nick Vujicic y Doug Jones.

## Argumento
En la década de 1930 la gente en los Estados Unidos está sufriendo por la Gran Depresión. Muchas personas están en paro y sin hogar, y todo el mundo está triste y preocupado por la difícil situación económica.
Méndez es el carismático maestro de ceremonias y dueño de un pequeño circo, "el Butterfly Circus", y lleva a su grupo por el sur de California. A lo largo del camino, realizan funciones - a veces de forma gratuita. 
Durante un viaje se detienen en un parque de atracciones, donde hay carruseles, juegos y otros entretenimientos. Méndez y otro de sus compañeros entran al espectáculo de "fenómenos", donde ve a las diferentes atracciones: El hombre tatuado, la mujer barbuda, etc. Entonces se acercan a la atracción principal, un hombre que no tiene extremidades y se exhibe como una burla de la naturaleza, Will.
Méndez se le acerca y le dice que "es maravilloso" a lo que Will responde escupiéndole al rostro al pensar que se burla de él. Sin embargo escapa del carnaval y se las arregla para esconderse en uno de los camiones del Butterfly Circus. La gente del circo decide darle la bienvenida pero Méndez le dice a Will que debe encontrar su propio camino para llegar a ser parte del acto. Empieza a conocer a sus nuevos amigos y aprende que muchos de ellos tienen una historia triste: Mendez les ha dado una segunda oportunidad en la vida. Un día, accidentalmente se da cuenta de que puede nadar, por lo que decide realizar un acto difícil en el Circo: debe subir a un poste alto, desde la parte superior de la que luego se sumerge en un pequeño tanque lleno de agua. Will es ahora feliz, ha conseguido algo que en el anterior circo nunca lograría: el respeto. No está en el circo debido a su aspecto extraño, sino por lo que él es y lo que puede hacer pese a su discapacidad.

## Producción
La producción se completó en 12 días y estuvo integrada por un elenco y equipo de más de 150 personas. Se realizó en las regiones del sur de California, en las montañas de San Gabriel, Riverside, Palmdale y Santa Clarita. El Director Joshua Weigel ha dicho que planea trabajar en la escritura de una versión de largometraje del guion.

## Reparto y el equipo
El filme contó con la participación de Eduardo Verástegui (de Bella), Doug Jones (El Laberinto del Fauno, Silver Surfer en Fantastic Four-Rise of the Silver Surfer y Abe Sapien en Hellboy II: El Ejército Dorado).
- Director: Joshua Weigel.
- Escritor: Joshua Weigel y Weigel Rebeca.
- Productores: Joshua Weigel, Rebekah Weigel, Angie Alvarez
- Productores Ejecutivos: Jon y Esther Phelps, Jason Atkins, Nathan Christopher Haase, Bob Yerkes, Vizenor Ed & Nathan Elliott
- Director de Fotografía: Brian Baugh, Bismark Estuardo López
- Diseñador de Producción: Yeva McCloskey
- Editor: Chris Witt
- Reparto: Eduardo Verastegui, Nick Vujicic, Doug Jones, Matt Allmen, Mark Atteberry, Kirk Bovill, Pearl Lexi, Connor Rosen.
- Original Score: Timothy Williams.

## Recepción
En julio de 2010, la película ya había acumulado más de 7 millones de visitas en línea colectivas principalmente a través de mensajes de YouTube.

## Premios
Fue el corto ganador del Gran Premio de The Doorpost Film Project, y luego ganó diferentes premios en festivales de todo el mundo [cita requerida]
Nick Vujicic, un motivador y conferencista internacional de evangelización de Australia, que nació sin brazos ni piernas, debutó en este corto y recibió el premio al Mejor Actor por su actuación interpretando a Will en el 2010 Festival de Cine Fest Método Independiente. Junto con sus muchas experiencias de vida, Nick relata su trabajo en la película en su libro titulado Vida Sin Límites: Inspiración para una vida ridículamente bueno (Random House, 2010).